# Museo delle culture villa Garibaldi
Il museo si trova nel comune laziale di Riofreddo e prende il nome dalla villa in cui è collocato, Villa Garibaldi, ex dimora di famiglia, costruita nel 1888 da Ricciotti Garibaldi, ultimo figlio del generale Giuseppe Garibaldi e Anita.

## Storia del Museo
Intorno all'anno 1888 Riofreddo è luogo di villeggiatura per la famiglia di Ricciotti Garibaldi, infatti qui soggiornava durante la stagione estiva. Ricciotti e famiglia si trasferirono a Riofreddo nel 1893, come impostogli dal Governo del Regno d'Italia in seguito alla sentenza di confino a causa delle vicessitudini conseguenti allo scandalo della Banca Romana.
La villa che oggi ospita il Museo venne costruita durante questo suo periodo di esilio, alle piccole casupole acquistate in origine, venne annesso il nuovo edificio, composto da un lungo corpo di fabbrica rettangolare, due torri a pianta circolare, una stalla e un giardino con diverse piante al suo interno.
Ezio, Annita Italia e Rosa Garibaldi, figli di Ricciotti e di sua moglie Harriet Costance Hopcraft nacquero in questa villa e dopo la morte della madre nel 1941, rimasero a vivere nella villa. Ezio nel 1925 diventò sindaco di Riofreddo e quindi nel 1926 suo podestà, aderendo al Partito Fascista, mentre nel periodo della seconda guerra mondiale, Rosa e Italia si rifugiano in paese, accogliendo anche ebrei e altri perseguitati politici.
Anita Italia Garibaldi morì nel 1962, nel suo testamento prevedeva come erede della villa di Riofreddo e dei cimeli al suo interno una associazione legata agli ideali della Resistenza, ma le sue volontà sono state disattese poiché dal 1963 fino agli anni duemila la struttura cadde in disuso, fino al completo abbandono. Fu così che nel 2000 il Comune di Riofreddo decise di partecipare ad un bando di finanziamento Europeo per la riqualificazione e la ristrutturazione della villa e del suo annesso giardino e per la costruzione di un Museo.
Il Museo è stato inaugurato nel 2001 come Museo delle Culture, in quanto presenta una serie di collezioni demo-etno-antropologiche, storiche ed archeologiche inerenti al territorio di Riofreddo, alla vita di Ricciotti Garibaldi e alla sua famiglia. L'ala con la torre est è stata acquistata nel 2002 dagli eredi di Ezio Garibaldi, la parte ovest con relativa torre è stata, invece, donata al comune di Riofreddo da Anita Garibaldi Jallet, figlia di Sante. Nel Museo è presente un affresco murario raffigurante la famiglia di Ricciotti e Costance Garibaldi eseguito negli anni dieci del XX secolo.

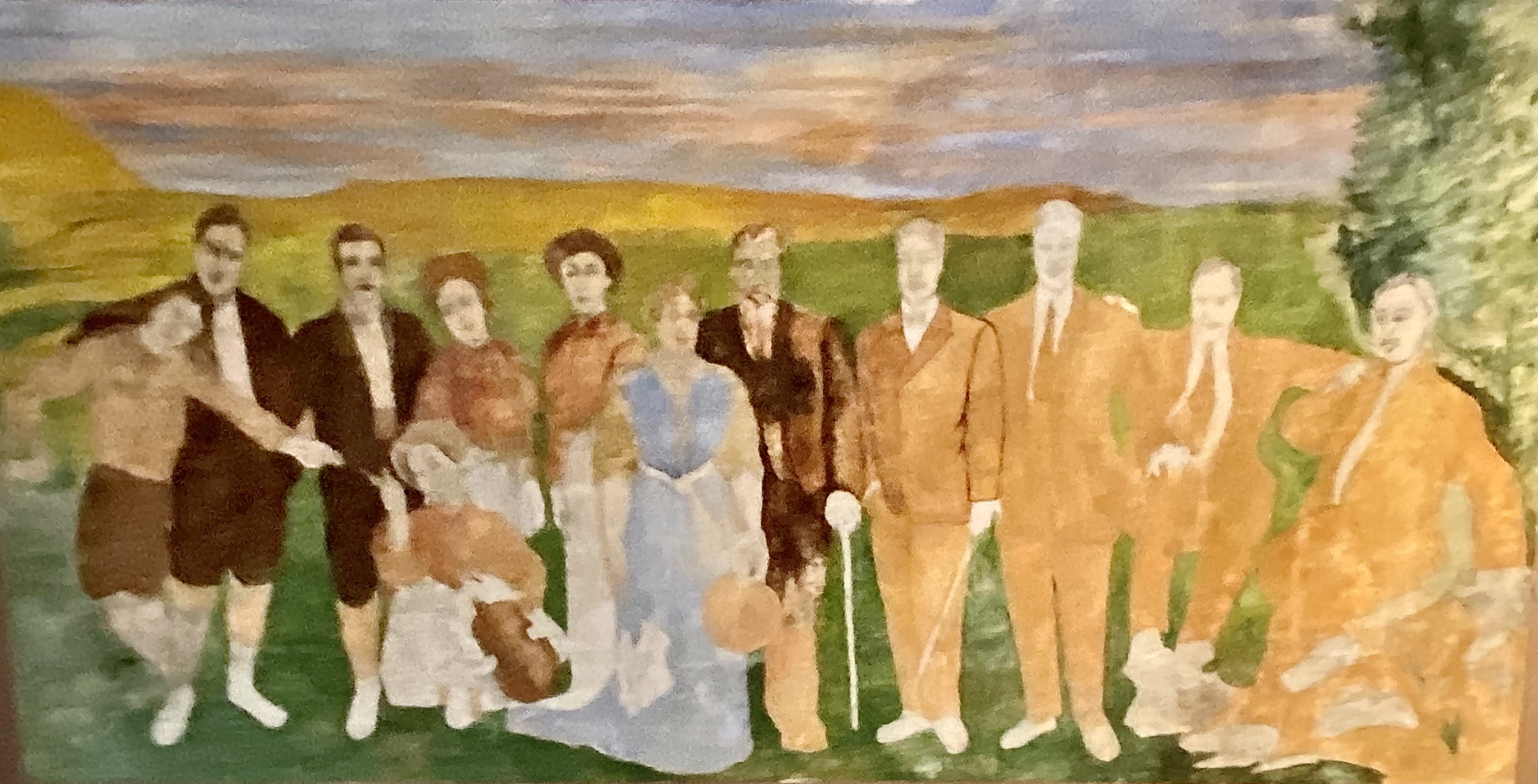
La famiglia di Ricciotti Garibaldi ritratta all'interno della sezione garibaldina del Museo. Dipinto murario a tempera, eseguito negli anni '10 del XX secolo.

## Struttura del Museo
Il Museo ospita la Biblioteca e l'Archivio Comunale, possiede una ricca documentazione fotografica e audiovisiva, una sala convegni ed una per mostre e attività didattiche per i ragazzi.
La Collezione museale è composta da diverse sezioni.
All'ingresso c'è la sezione storica con tre plastici che ripropongono i tre monumenti architettonici principali del Comune di Riofreddo: Il Convento di San Giorgio, il Castello "Del Drago", la villa di Ricciotti Garibaldi; la sezione archeologica si trova al piano inferiore, dove sono presenti fossili di Elephas Antiquus Italicus, manufatti appartenuti alla popolazione degli Equi e alcuni reperti di epoca romana imperiale;
la sezione demo-etno-antropologica è posta al piano superiore, al suo interno presenta manufatti legati alla tradizione contadina di uso quotidiano; in ultimo vi è la sezione garibaldina legata alla vita e le imprese di Ricciotti Garibaldi e di suo padre Giuseppe, infatti ancora oggi una parte della villa è adibita ad abitazione privata dei discendenti della Famiglia Garibaldi.

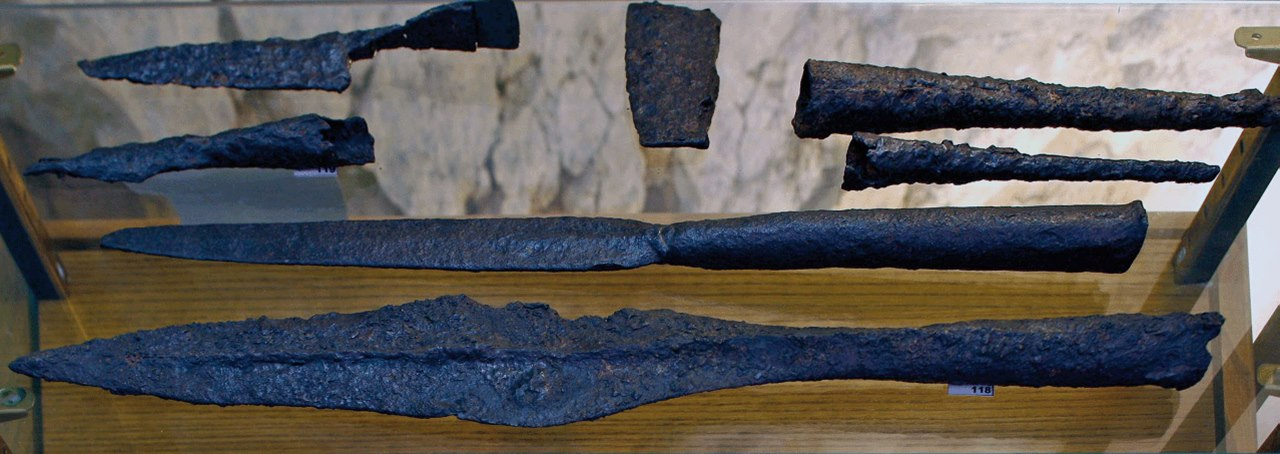
Punte di lancia, puntali di bordone e pugnali in ferro (VI/V sec. a.C.), ritrovati a Riofreddo presso la necropoli "Casal Civitella" ed esposte nel settore archeologico del Museo.

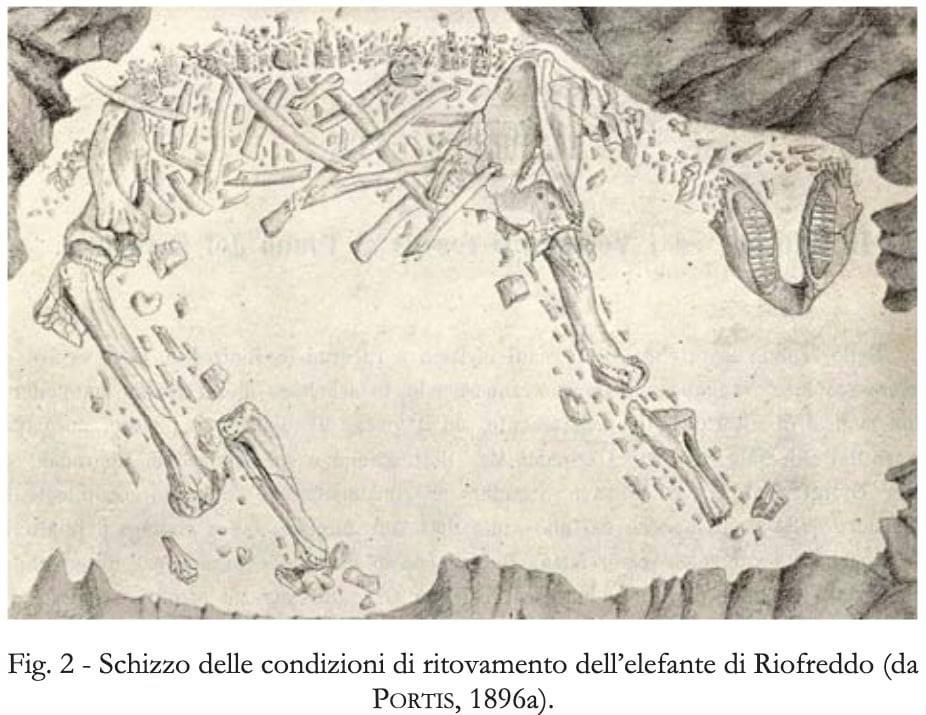
Rilievo del ritrovamento dellElephas Antiquus di Riofreddo nei pressi del bosco di Sesera. Oggi dell'intero ritrovamento sono rimasti pochi resti ossei di cui uno esposto nel Museo delle Culture Villa Garibaldi.

### Sezione Archeologica
Nell'autunno del 1894 fu ritrovato uno scheletro di elefante (Elephas antiquus) nei pressi del bosco di Sesera nel Comune di Riofreddo. I resti presenti furono studiati dal geologo Alessandro Portis, il quale ha studiato anche altri rinvenimenti effettuati nel territorio, come i resti di un ippopotamo (Hippopotamus antiquus, Paleoxodon), un rinoceronte (Stephanorhinus etruscus) e un coprolite di carnivoro (Pachycrocuta brevirostris), permettendo di attestare i resti all'epoca del Pliocene Superiore e, secondo la ricostruzione, questi animali dovevano vivere in un ambiente paludoso. Oggi nel Museo di Riofreddo sono esposti pochi resti del bacino dell'Elephas e un arto di Hippopotamus.
I reperti archeologici più antichi esposti all'interno di questa sezione del Museo provengono dalla necropoli della località "Casale Civitella" nel Comune di Riofreddo, questi manufatti appartengono ai corredi di alcune tombe, scavate dalla Soprintendenza del Lazio a partire dal 1986.
Nelle vetrine sono presenti corredi funerari femminili e maschili. Per quanto riguarda i corredi funerari femminili sono esposti: fibule in bronzo, bullae in ambra del Baltico, gioielli in lamina d'oro, pendenti e sonagli in bronzo con funzione apotropaica che venivano applicati alle vesti o indossati ed infine diverse forme vasellame.

Per quanto riguarda i corredi ritrovati nelle tombe maschili, vi sono: punte di lancia a foglia di alloro, puntali di bordone (pesanti punte coniche in metallo utilizzate sia come arma che per agevolare il cammino tra i monti sassosi), pugnali in ferro, spade in ferro, amuleti composti da castoni in dente d'orso inseriti all'interno di intelaiature in rete bronzea, pugnali e le spade che sono stati ritrovate all'interno di foderi, riccamente decorati in bronzo e ferro.

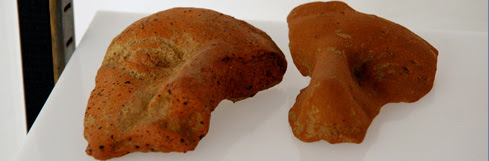
Ex voto romani, ritrovati presso la città romana di Carseoli oggi in Abruzzo, odierno comune di Carsoli. Sono esposti nel settore dei rituali del Museo delle Culture di Villa Garibaldi.

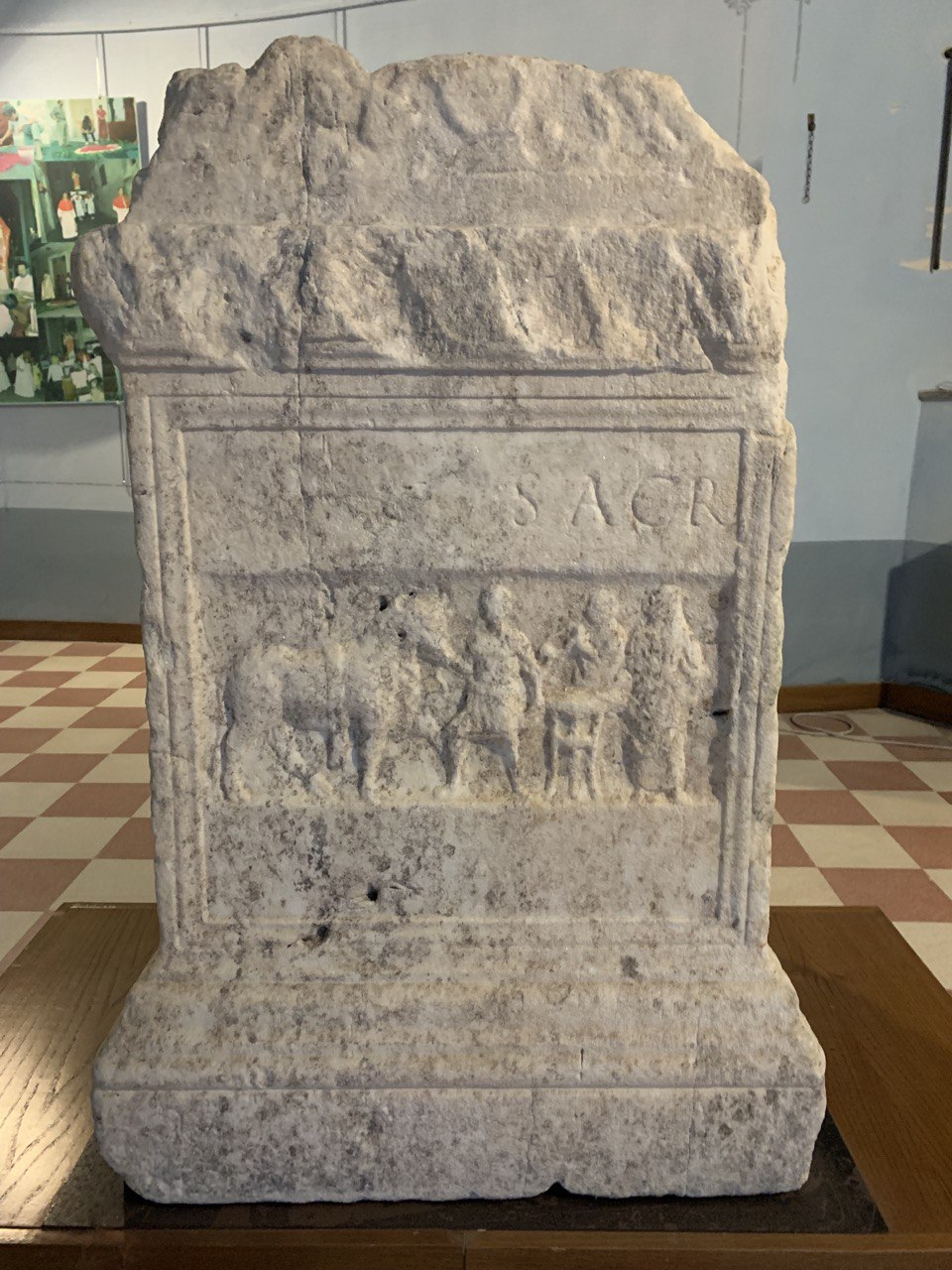
Ara sacra presente nella "Sala dei Rituali" del Museo delle Culture Villa Garibaldi di Riofreddo.

Dell'epoca romana sono presenti i resti di un cippo della via Tiburtina Valeria di età tardoantica, diversi frammenti di vasellame di uso domestico in ceramica comune datati soprattutto all'età imperiale, ed infine reperti numismatici datati I sec a.C. fino al IV secolo d.C. Fanno parte della collezione archeologica anche alcuni reperti dislocati in altre sale del Museo: un'Ara sacra datata I a.C. - I d.C. presente nella "Sala dei Rituali" del Museo delle Culture Villa Garibaldi di Riofreddo assieme a una serie di ex voto rinvenuti nella limitrofa città di Oricola (AQ) e provenienti dall'antica Carseoli raffiguranti diverse parti anatomiche. Nella "Galleria delle Culture" vi è un frammento di iscrizione in marmo bianco con resti di titolatura all'imperatore Nerva del Ponte di S. Giorgio, la quale fa parte del monumentale arco romanico della Chiesa di S. Giorgio sempre presente in questa galleria. La maggior parte degli oggetti di epoca romana erano parte della collezione privata di Ricciotti Garibaldi, confluita nel Museo al momento della sua fondazione.

### Sezione Demo-Etno-Antropologica
Nel XVIII secolo gli archivi raccontano Riofreddo come un paese con un’economia principalmente agricolo-pastorale di sussistenza e pongono una certa rilevanza sulla sua posizione strategica tra lo Stato Pontificio e il Regno di Napoli.
Questo faceva sì che la società di Riofreddo fosse particolarmente articolata rispetto ad altri paesi della Valle dell'Aniene dal punto di vista culturale e sociale; si arricchì di diversi mestieri tra i quali: artigiani, commercianti, carrettieri, notabili oltre che sarti, calzolai, barbieri, scalpellini, ebanisti, falegnami.
Dai documenti storici sappiamo anche che nel paese si conviveva con diversi animali da lavoro come cavalli, asini, muli, buoi aratori, maiali e pecore, questa presenza di animali da lavoro presuppone l’esistenza di fabbri e maniscalchi che li ferravano e li curavano.

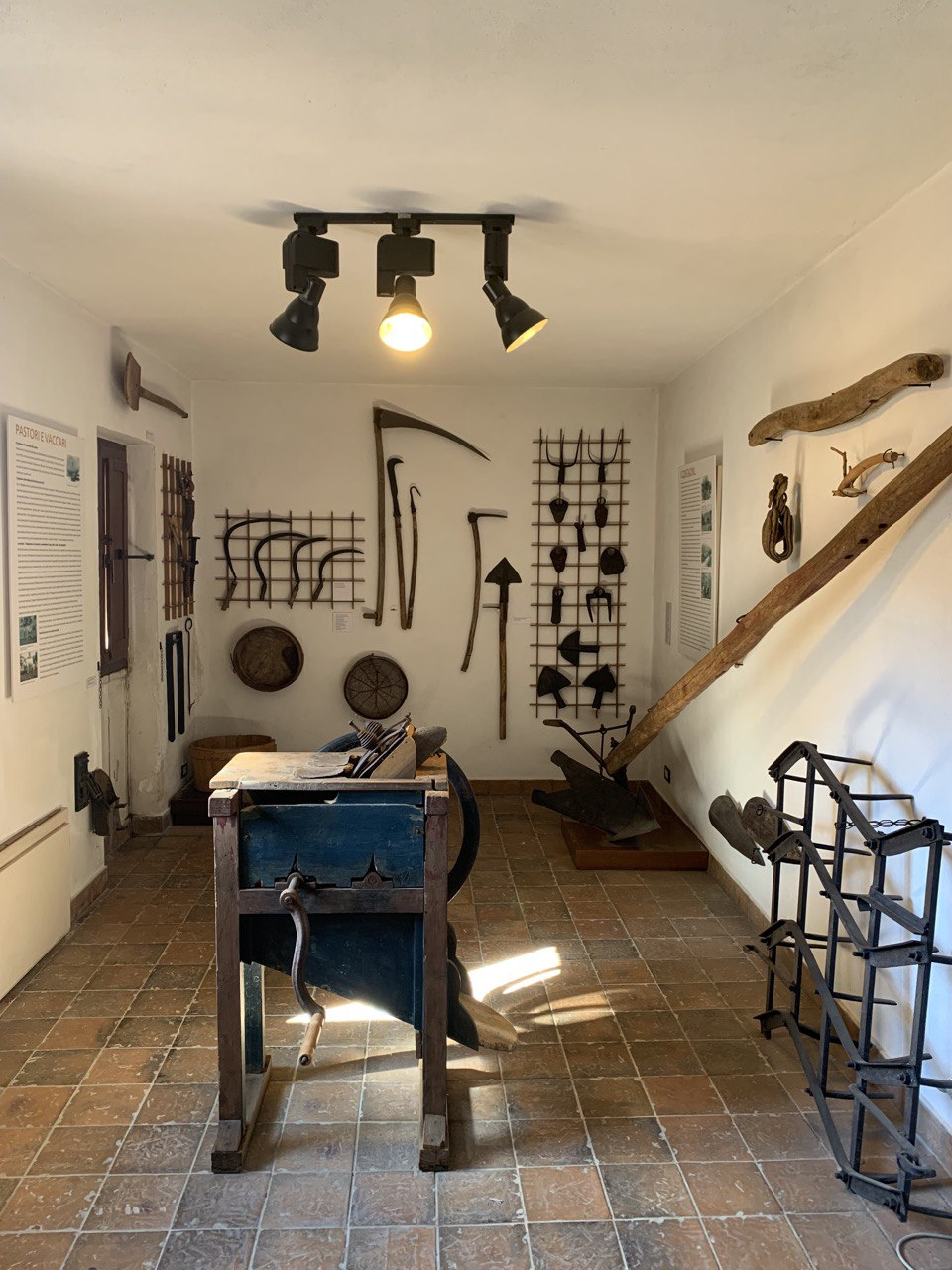
Nella sala dei mestieri agricoli di Riofreddo, parte della sezione Demo etnoantropologica del Museo Delle Culture Villa Garibaldi, sono conservati cimeli che mostrano i principali mestieri, gestualità, manualità di ambito agricolo nel territorio di Riofreddo.

In questa sezione del Museo di Riofreddo sono presenti e musealizzati diversi strumenti e prodotti di lavoro. Per quanto riguarda gli artigiani: bugiarda e martellina per muratore e scalpellino, un ferro da stiro e macchina per cucire legati al mestiere del sarto, bacinella per fare la barba e rasoi del barbiere.
Per il lavoro contadino e pastorale: l’aratro voltaorecchio, il vomere, il giogo, la catena per i buoi, il campanaccio, rastrello, zappa, falce, torchio da vino, botti, barili e cuppella (piccolo barile di 5 o 10 L per bere durante il lavoro), la forma per la ricotta e il formaggio.
Sono presenti anche due modellini uno della locomobile e trebbiatrice ed un altro del carro birroccio, il primo è testimonianza nel territorio del progresso tecnologico rispetto alla trebbiatrice tradizionale che utilizzava gli animali, il modellino rappresenta il modello inglese dell’epoca mentre il secondo rappresenta la barrozza, un carro a due ruote e timone al quale si aggiogavano due buoi, serviva per trasportare soprattutto merce pesante o prodotti dell’edilizia e a Riofreddo veniva utilizzato soprattutto per il trasporto dei "villeggianti" dalla stazione ferroviaria al paese durante la lunga stagione turistica.
All’interno di questa sezione nella cosiddetta "Torre Consanza", al primo piano, vi è uno spazio dedicato ai riti religiosi del villaggio, il ciclo cerimoniale del paese è rappresentato attraverso diversi pannelli fotografici ognuno dei quali presenta una festa così da offrire al visitatore un calendario delle festività del paese. Le festività più importanti sono sicuramente la festa del Santo patrono S. Antonio Abate, il Carnevale, la Sagra della Castagna, la Pastorella, la festa della SS. Trinita, quella di S. Giorgio e la festa di S. Maria dei Fiorentini, celebrata nel giorno 24 aprile, di cui vi è anche un modellino relativo alla sua processione che avveniva lungo la Via Valeria.

### Sezione Garibaldina
Per quanto riguarda la sezione garibaldina troviamo diversi cimeli posseduti dalla famiglia Garibaldi, tra quelli più importanti si annoverano gli oggetti che erano di proprietà di Costanza Hopcraft e delle sue figlie maggiori, infatti sono esposti in una vetrina: ventagli, riviste inglesi, una lampada ad olio e pubblicazioni, siringhe per iniezioni, medaglie e distintivi della Croce Rossa appartenuti ad Anita Italia, attestando il suo profondo impegno e lavoro nella Croce Rossa durante la prima guerra Mondiale e per tutta la sua vita.
Appartenuti a Sante sono invece: il suo studio di Bordeaux, il quale è ricostruito in tutti i suoi elementi ed è stato donato dal Presidente del Consiglio francese Edouard Herriot nel 1938 per aver costruito lo stadio di Bordeaux, una giacca della divisa dell'esercito italiano 1915-18, un berretto del quinto reggimento di fanteria "cacciatori delle Alpi", alcune cartoline di propaganda militare ed ancora una sua camicia rossa garibaldina, un berretto di deportato dal campo di concentramento di Buchenwald, un mazzo di carte costruite da egli stesso con pezzetti di giornale bruciati durante i durissimi anni di prigionia ed infine il suo medagliere militare.
Inoltre è compresa in questa sezione una collezione privata donata recentemente al Museo dalla famiglia Stacchetti ed è presente nell'ultima sala espositiva denominata "Torre Ricciotti", nella quale sono presenti soprattutto riviste, stampe d'epoca (1870), stampe con caricature, cartoline e fotografie originali dal fronte, cimeli di guerra, divise appartenute a soldati dell'esercito francese e dell'esercito prussiano con armi di entrambi i fronti, datate al periodo della guerra franco-prussiana. Il tema principale di questa sala ricorda l'impresa dell'Armata dei Vosgi e la vittoria garibaldina sull'esercito prussiano durante la battaglia di Digione del 1871, nella quale Ricciotti Garibaldi si distinse per aver conquistato la bandiera del sessantesimo reggimento prussiano. Tuttavia la battaglia non ebbe alcun esito sull'andamento della guerra, che fu vinta dai prussiani con la conquista di Parigi, avvenuta il 23 gennaio dello stesso anno.

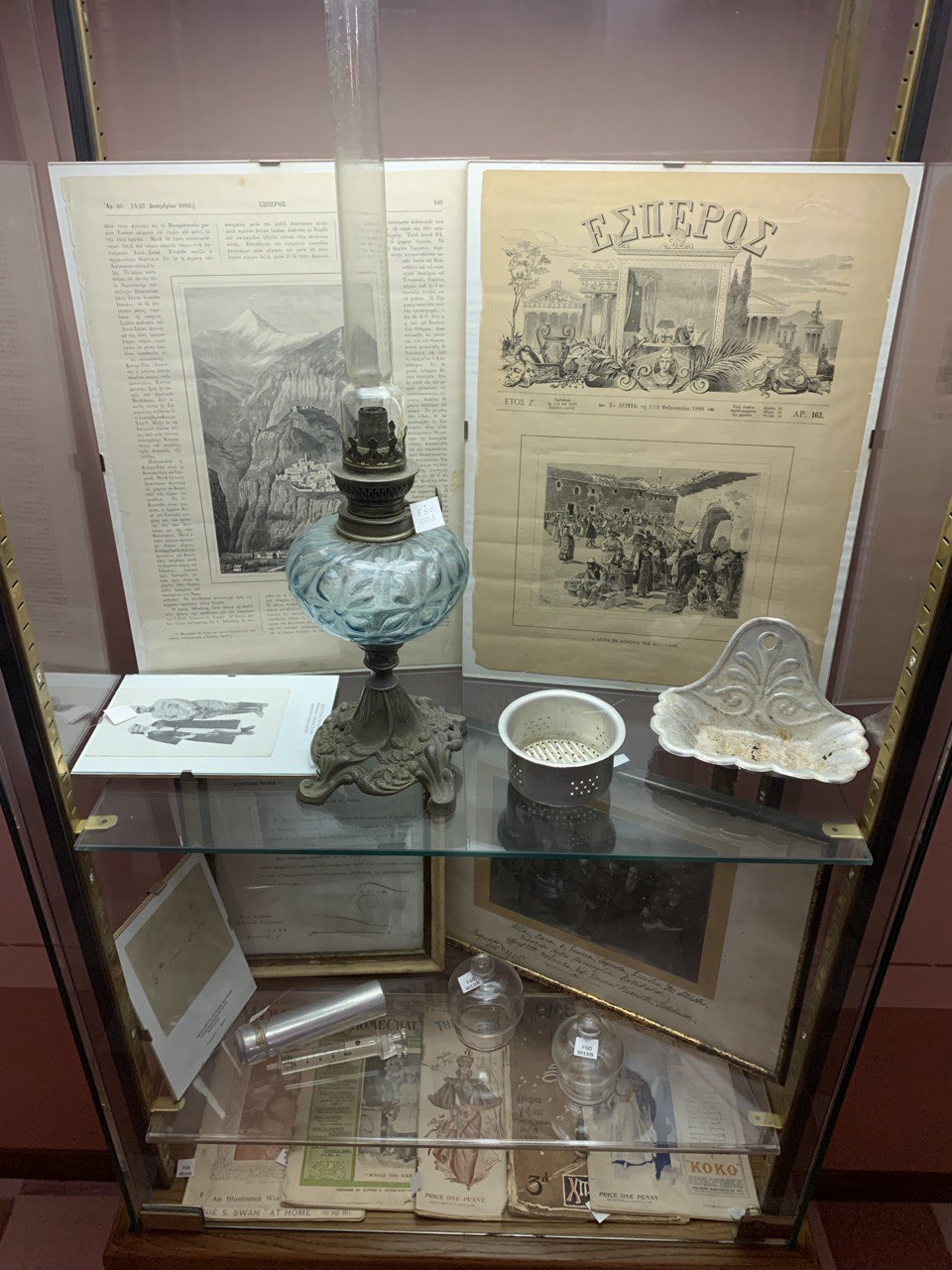
Alcuni cimeli appartenuti a Costanza Garibaldi e delle sue figlie: vi sono una lampada ad olio, ventagli, riviste, oggetti di uso domestico e sanitario.
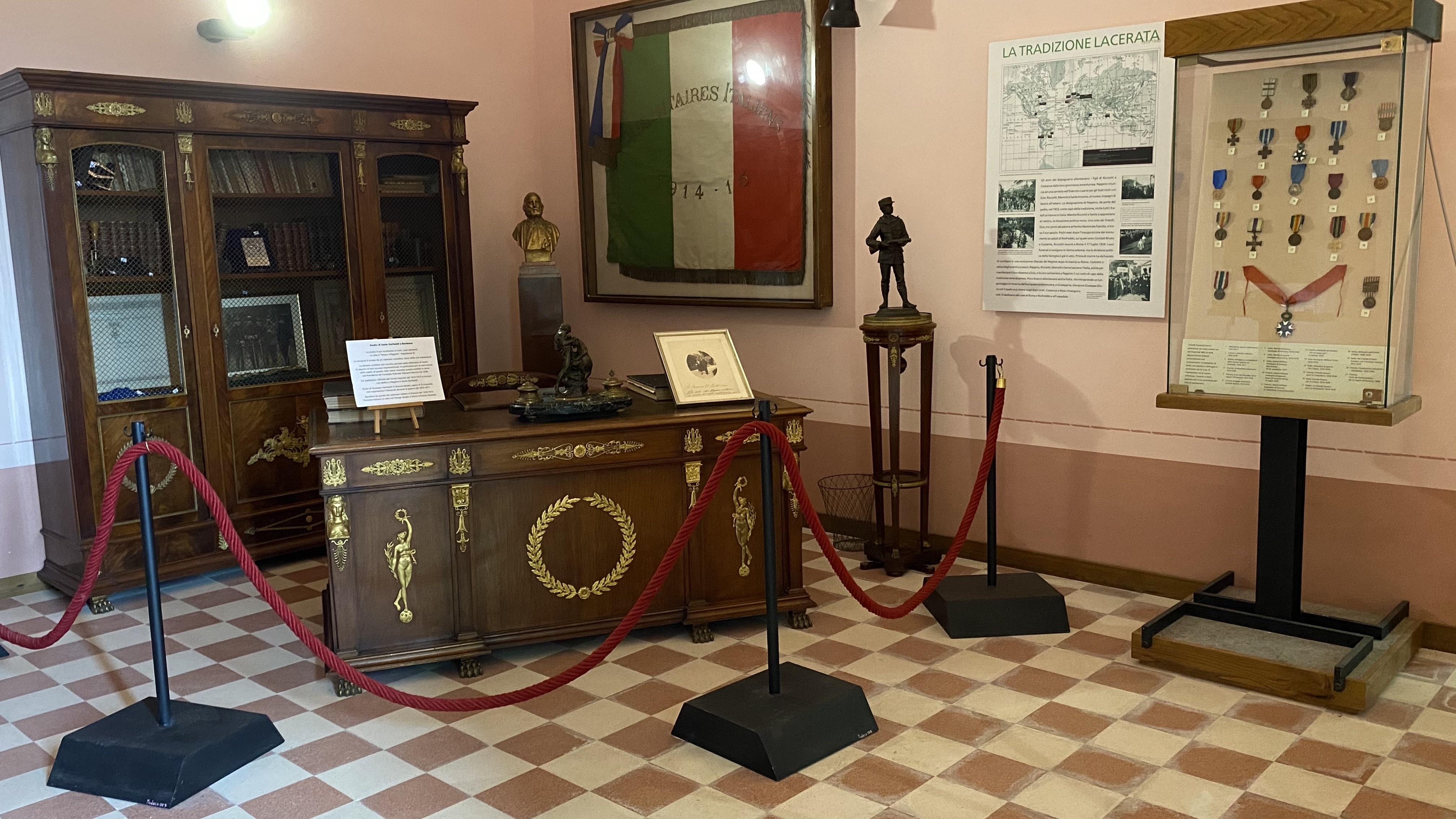
Lo studio in stile Napoleone III di Sante Garibaldi, figlio di Ricciotti Garibaldi. Donatogli dal presidente della Repubblica Francese per meriti di valor Civile in quanto progettista e realizzatore dello stadio di Bordeaux.
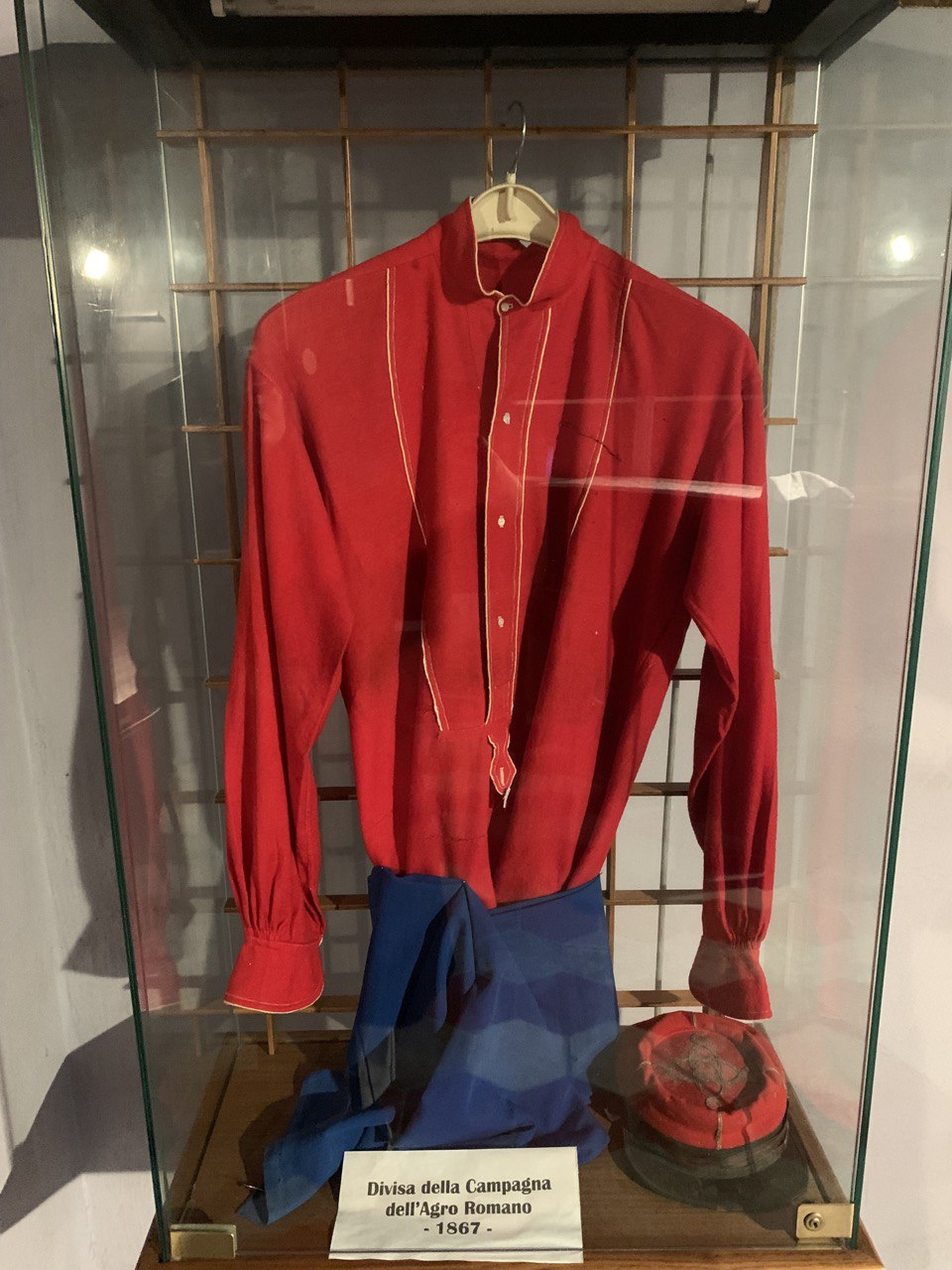
Camicia rossa Garibaldina, cappello e pantaloni originali e restaurati della campagna militare della Campagna dell'Agro Romano 1867. La campagna si concluse con la Battaglia di Mentana e la sconfitta dell'Esercito Garibaldino ad opera dagli Eserciti Pontificio e Francese.
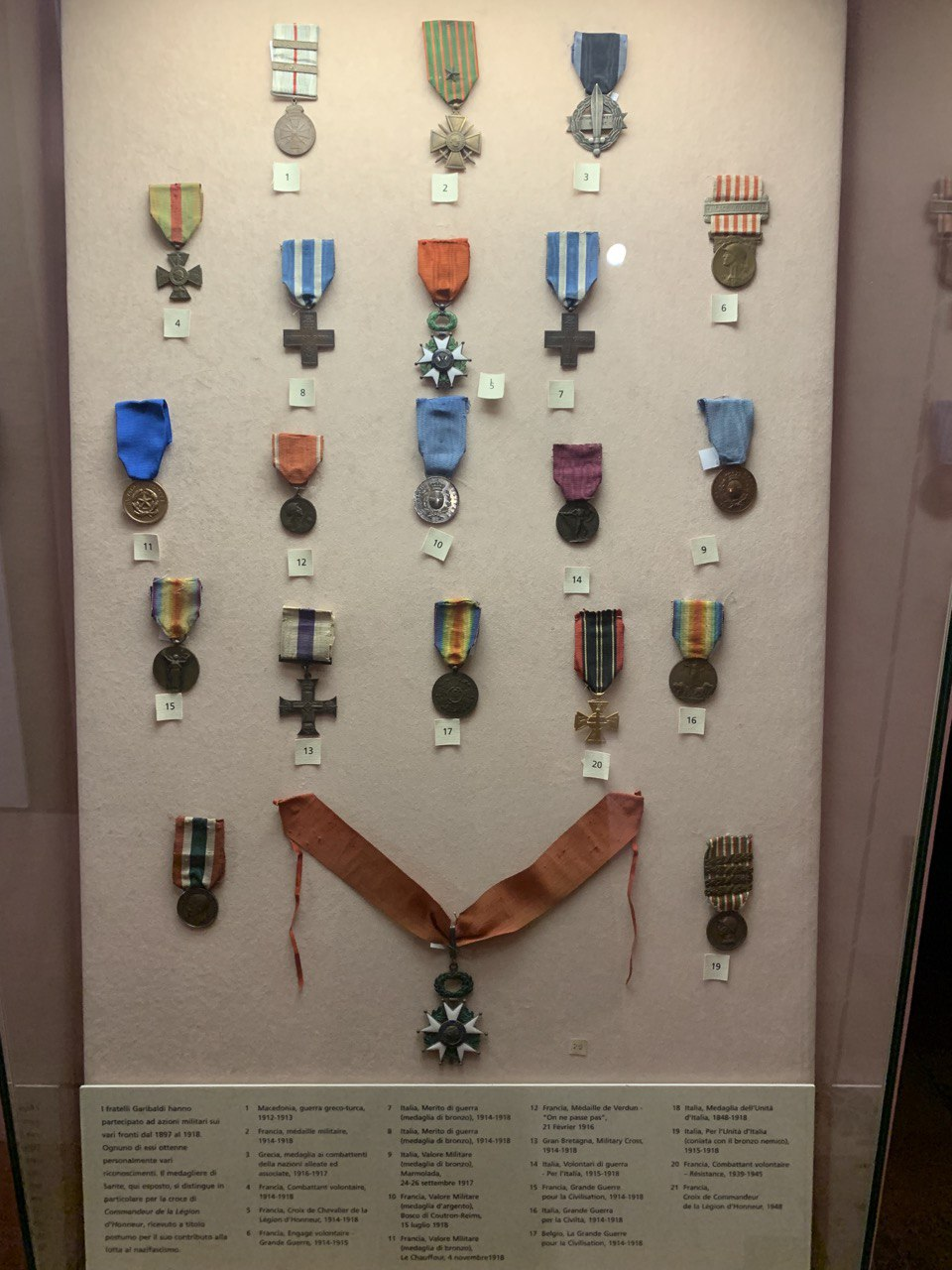
I fratelli Garibaldi hanno partecipati ad azioni militari sui vari fronti dal 1897 al 1918. Ognuno di essi ottenne personalmente vari riconoscimenti. Il medagliere di Sante esposto nel Museo delle Culture Villa Garibaldi, si distingue in particolare per la croce di Commandeur de la Légion d'Honneur, ricevuto a titolo postumo per il suo contributo alla lotta al nazifascismo.
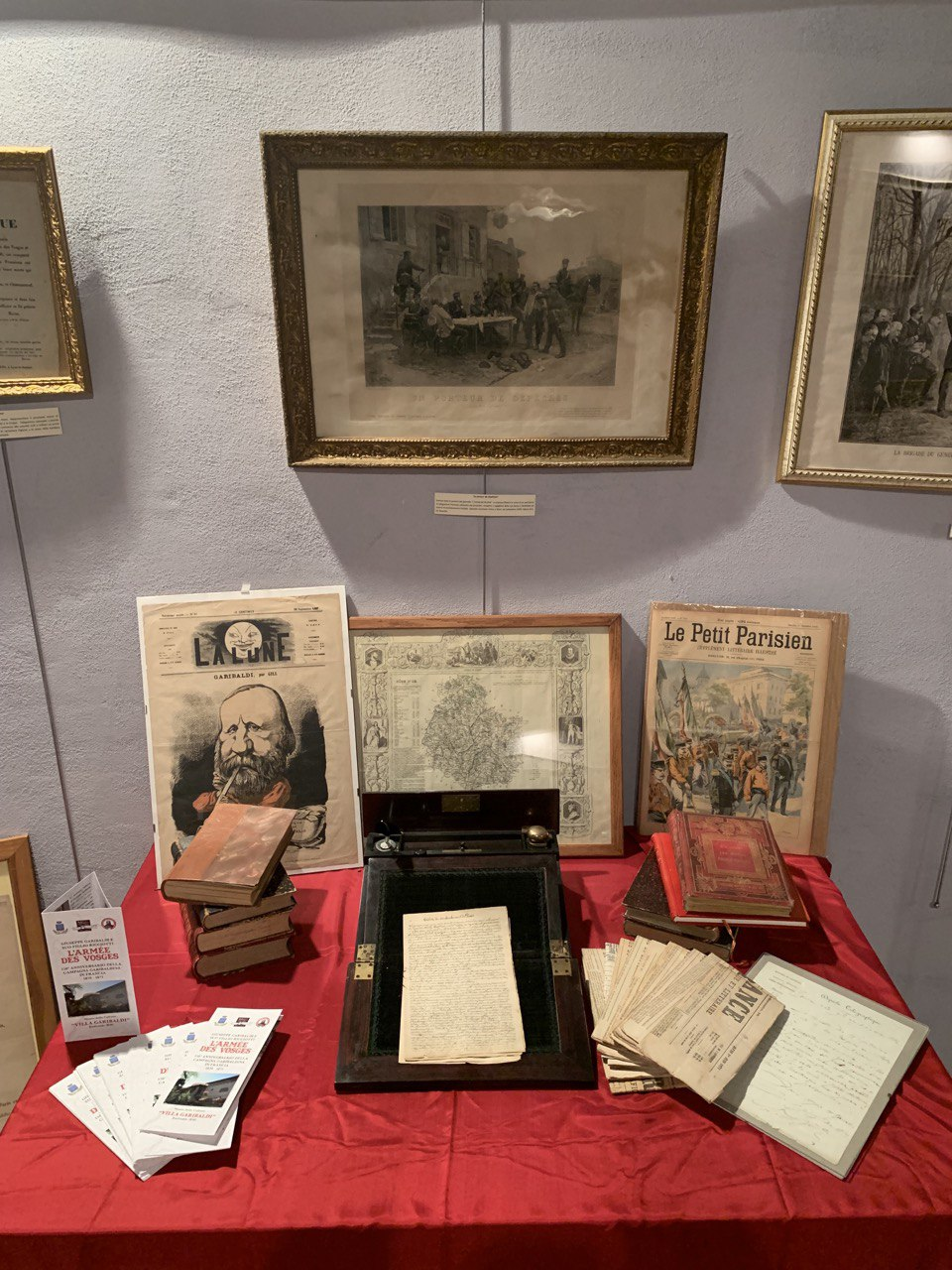
Materiale giornalistico, stampe d'epoca e studio portatile da guerra risalente alla spedizione garibaldina in Francia nel 1870. Materiale esposto nel Museo delle Culture Villa Garibaldi di Riofreddo nella sezione che ospita la Collezione Stacchetti.